# Кошкино (Опочецкий район)
Ко́шкино — деревня в Опочецком районе Псковской области. Входит в состав Болгатовской волости
Расположена на берегу реки Шесть при впадении в неё Глядни, в 40 км к востоку от города Опочка и в 7 км к северо-востоку от деревни Болгатово и в 6 км к северо-западу от деревни Духново.
Численность населения по состоянию на 2000 год составляла 30 человек, на 2011 год — 23 человека.
До 3 июня 2010 года входила в состав ныне упразднённой Духновской волости.